# Czerwony Wierch Chochołowski
Czerwony Wierch – wzniesienie (1766 m) w bocznym, opadającym od wierzchołka do Doliny Chochołowskiej ramieniu Łopaty (1958 m) w Tatrach Zachodnich. Ramię to oddziela Dolinę Jarząbczą od Doliny Chochołowskiej Wyżniej. Grzbiet i górna część zboczy Czerwonego Wierchu jest trawiasta i zarasta kosówką. Północne zbocza zwane Hotarzem porasta naturalny las. We wschodnich i północnych zboczach (od strony Doliny Jarząbczej) żleby: Trojaki, Dwojaki, Skrajny Żleb, Pośredni Żleb i Mokrzyniec.